# 武藤泉
武藤 泉（むとう いずみ、1963年4月23日- ）は、日本の金属工学研究者。工学博士。東北大学大学院工学研究科教授。
数学者で群馬大学教育学部長などを歴任した武藤英男は叔父にあたる。

## 経歴
- 群馬県生まれ。
- 1982年 - 群馬県立高崎高等学校卒業、1986年東北大学工学部卒業、1988年東北大学大学院工学研究科（金属工学専攻）修士課程修了。
- 1988年 - 新日本製鐵（新日鉄）入社。同社第二技術研究所、鉄鋼研究所、技術研究部（1994年より主任研究員）などに勤務。
- 1998年 - 東北大学大学院工学研究科（金属工学専攻）博士課程修了。
- 2005年 - 東北大学大学院工学研究科助教授（現・准教授）に就任。
- 2014年 - 東北大学大学院工学研究科教授に就任。
- ステンレス鋼の耐食性についての実践的な研究が評価され、1997年（社）腐食防食協会より進歩賞、2004年（社）日本金属学会より技術開発賞を授与される[1]。また、2010年(社)腐食防食協会 論文賞を受賞。2014年「鉄鋼材料の局部腐食の研究」で日本鉄鋼協会 学術記念賞（西山記念賞）を受賞。
- 各種のステンレス鋼をはじめとする様々な特性を有する金属材料や防食技術などに関する200件以上の特許を有する[2]。

## 所属学会
- アメリカ電気化学会
- (社)腐食防食学会
- (社)日本鉄鋼協会
- (社)日本金属学会